# Hamma spinosum
Hamma spinosum är en insektsart som beskrevs av Capener 1971. Hamma spinosum ingår i släktet Hamma och familjen hornstritar. Inga underarter finns listade i Catalogue of Life.